# Costa Rica i olympiska sommarspelen 2016
Costa Rica deltog med 11 deltagare vid de olympiska sommarspelen 2016 i Rio de Janeiro. Ingen av landets deltagare erövrade någon medalj.

## Cykling

### Landsväg
| Idrottare     | Gren                | Tid              | Placering        |
| ------------- | ------------------- | ---------------- | ---------------- |
| Andrey Amador | Herrarnas linjelopp | 6:30:05          | 54               |
| Milagro Mena  | Damernas linjelopp  | Gick inte vidare | Gick inte vidare |

### Mountainbike
| Idrottare      | Gren                   | Tid     | Placering |
| -------------- | ---------------------- | ------- | --------- |
| Andrey Fonseca | Herrarnas mountainbike | 1:44:54 | 33        |

## Friidrott
Förkortningar
- Notera– Placeringar avser endast det specifika heatet.
- Q = Tog sig vidare till nästa omgång
- q = Tog sig vidare till nästa omgång som den snabbaste förloraren eller, i fältgrenarna, genom placering utan att nå kvalgränsen
- NR = Nationellt rekord
- N/A = Omgången fanns inte i grenen
- Bye = Idrottaren behövde inte tävla i omgången

Herrar
Bana och väg
| Idrottare   | Gren                | Heat     | Heat      | Semifinal | Semifinal | Final            | Final            |
| Idrottare   | Gren                | Resultat | Placering | Resultat  | Placering | Resultat         | Placering        |
| ----------- | ------------------- | -------- | --------- | --------- | --------- | ---------------- | ---------------- |
| Nery Brenes | Herrarnas 200 meter | 20,20    | 1 Q       | 20,33     | 6         | Gick inte vidare | Gick inte vidare |
| Nery Brenes | Herrarnas 400 meter | 45,53    | 2 Q       | 45,02     | 6         | Gick inte vidare | Gick inte vidare |

Fältgrenar
| Idrottare       | Gren                    | Kval    | Kval      | Final            | Final            |
| Idrottare       | Gren                    | Distans | Placering | Distans          | Placering        |
| --------------- | ----------------------- | ------- | --------- | ---------------- | ---------------- |
| Roberto Sawyers | Herrarnas släggkastning | 70,08   | 24        | Gick inte vidare | Gick inte vidare |

Damer
Bana och väg
| Idrottare      | Gren                     | Heat     | Heat      | Semifinal        | Semifinal        | Final            | Final            |
| Idrottare      | Gren                     | Resultat | Placering | Resultat         | Placering        | Resultat         | Placering        |
| -------------- | ------------------------ | -------- | --------- | ---------------- | ---------------- | ---------------- | ---------------- |
| Sharolyn Scott | Herrarnas 400 meter häck | 58,27    | 7         | Gick inte vidare | Gick inte vidare | Gick inte vidare | Gick inte vidare |

## Judo
| Idrottare      | Gren                     | Omgång 1             | Omgång 2             | Kvartsfinaler        | Semifinaler          | Återkval             | Final / BM           | Final / BM       |                  |
| Idrottare      | Gren                     | Motståndare Resultat | Motståndare Resultat | Motståndare Resultat | Motståndare Resultat | Motståndare Resultat | Motståndare Resultat | Placering        |                  |
| -------------- | ------------------------ | -------------------- | -------------------- | -------------------- | -------------------- | -------------------- | -------------------- | ---------------- | ---------------- |
| Miguel Murillo | Herrarnas lättvikt −73kg | Bye                  | Ono (JPN) L 000–100  | Gick inte vidare     | Gick inte vidare     | Gick inte vidare     | Gick inte vidare     | Gick inte vidare | Gick inte vidare |

## Simning
| Simmare    | Gren                     | Heat    | Heat      | Semifinal        | Semifinal        | Final            | Final            |
| Simmare    | Gren                     | Tid     | Placering | Tid              | Placering        | Tid              | Placering        |
| ---------- | ------------------------ | ------- | --------- | ---------------- | ---------------- | ---------------- | ---------------- |
| Marie Meza | Damernas 100 m fjärilsim | 1.02,01 | 36        | Gick inte vidare | Gick inte vidare | Gick inte vidare | Gick inte vidare |

## Triathlon
| Idrottare       | Gren                | Simning (1,5 km) | Trans 1 | Cykling (40 km) | Trans 2 | Löpning (10 km) | Totaltid | Placering |
| --------------- | ------------------- | ---------------- | ------- | --------------- | ------- | --------------- | -------- | --------- |
| Leonardo Chacón | Herrarnas triathlon | 18:11            | 0:48    | 55:43           | 0:38    | 33:46           | 1:49,06  | 30        |